# C21H27NO4
化学式C21H27NO4（摩尔质量：357.45 g/mol）可以指以下化合物：
- 纳布啡，CAS号：20594-83-6
- 劳丹素，CAS号：2688-77-9

|  | 这个同类索引页列出了具有相同分子式的化学物（即同分異構體）条目。 除非您是有意链接至本页，否则应将相应条目的内部链接指向正确的条目。 |